# The Temples of Syrinx
The Temples of Syrinx è un brano dei Rush, pubblicato dall'etichetta discografica Mercury Records nel 1976 come lato A di un singolo discografico. Il pezzo è un estratto dell'opera rock 2112, inclusa nell'album omonimo.
Nel lato B è presente Making Memories, estratto dall'album Fly by Night.

## Il disco
The Temples of Syrinx
Si tratta della seconda sezione dell'opera hard rock/progressive rock 2112, una narrazione di carattere fantascientifico ambientata nel futuro nella quale viene immaginata una società dove i detentori del potere (appunto i preti del Tempio di Syrinx) mortificano l'uomo comune stroncando anche ogni forma di creatività, compresa la musica. Nello specifico nel pezzo The Temples of Syrinx vengono descritti in prima persona i sacerdoti e il dominio che esercitano sulla società. La suite, realizzata nella seconda metà degli anni settanta, quando il rock progressivo era ormai entrato in una fase di stagnazione, è diventata uno dei brani di riferimento del genere; le sonorità dell'opera collocano i Rush a metà strada tra gli arditi riff hard rock tipici dei Led Zeppelin e la ricercata, algida precisione dei Pink Floyd. 
Nel suo insieme 2112 ha una durata di 20 oltre minuti e è suddivisa in sette parti:
- I.Overture
- II. The Temples of Syrinx
- III. Discovery
- IV. Presentation
- V. Oracle: The Dream
- VI. Soliloquy
- VII. Grand Finale

I testi di 2112, scritti da Neil Peart, prendono spunto dallo scritto Antifona di Ayn Rand. Nella parte conclusiva di Grand Finale si sente la voce di Neil recitare:"Attention all planets of the Solar Federation: We have assumed control".
Primo significativo successo dei Rush - secondo Lee addirittura l'episodio più importante della loro produzione dato che il pezzo ha permesso loro di continuare la carriera in un periodo di grave crisi - il brano ha rappresentato da sempre un cavallo di battaglia nelle esibizioni dal vivo: generalmente in concerto sono stati eseguiti i brani Overture e The Temples of Syrinx; in passato 2112 veniva proposta in forma più estesa, ma comunque abbreviata di circa 5 minuti; solo durante il Test for Echo Tour ne è stata proposta una versione integrale (reperibile nell'album dal vivo Different Stages). Negli album All the World's a Stage e A Farewell to Kings 40th anniversary edition si possono trovare degli esempi di versione condensata (proposta fino al Permanent Waves Tour), mentre versioni dei brani Overture/The Temples of Syrinx si possono trovare ad esempio negli album: R30: 30th Anniversary World Tour (anche con Grand Finale), Time Machine 2011: Live in Cleveland, Rush in Rio.
Making Memories
Brano estratto da Fly by Night, secondo album della band pubblicato nel 1975. Composto prevalentemente negli spostamenti durante i tour, il brano non compare in nessuna raccolta e non è mai stato eseguito dal vivo. Il testo fa riferimento alla vita passata in tournée. L'assolo di Lifeson è eseguito con la tecnica slide.

## Tracce
Il singolo pubblicato per il mercato statunitense contiene le seguenti tracce:
1. The Temples of Syrinx - 2:19 (Lee, Lifeson, Peart)
2. Making Memories - 2:56 (Lee, Lifeson, Peart) (lato B)

## Formazione
- Geddy Lee – basso, voce
- Alex Lifeson – chitarra elettrica e acustica
- Neil Peart – batteria, percussioni

## Cover
- The Temples of Syrinx, in abbinata a Overture è stata interpretata da Jani Lane e Vinnie Moore[6] nell'album tributo ai Rush Subdivisions del 2005.
- 2112 in versione integrale è stata interpretata dai Cygnus and the Sea Monsters, una tribute band dei Rush con Mike Portnoy alla batteria, Paul Gilbert alla chitarra, Sean Malone al basso e Jason McMaster alla voce.

Making Memories è stata interpretata dagli svedesi Spearfish nell'album di cover Back for the Future del 2000.